# Équipe cycliste Nankang-Fondriest

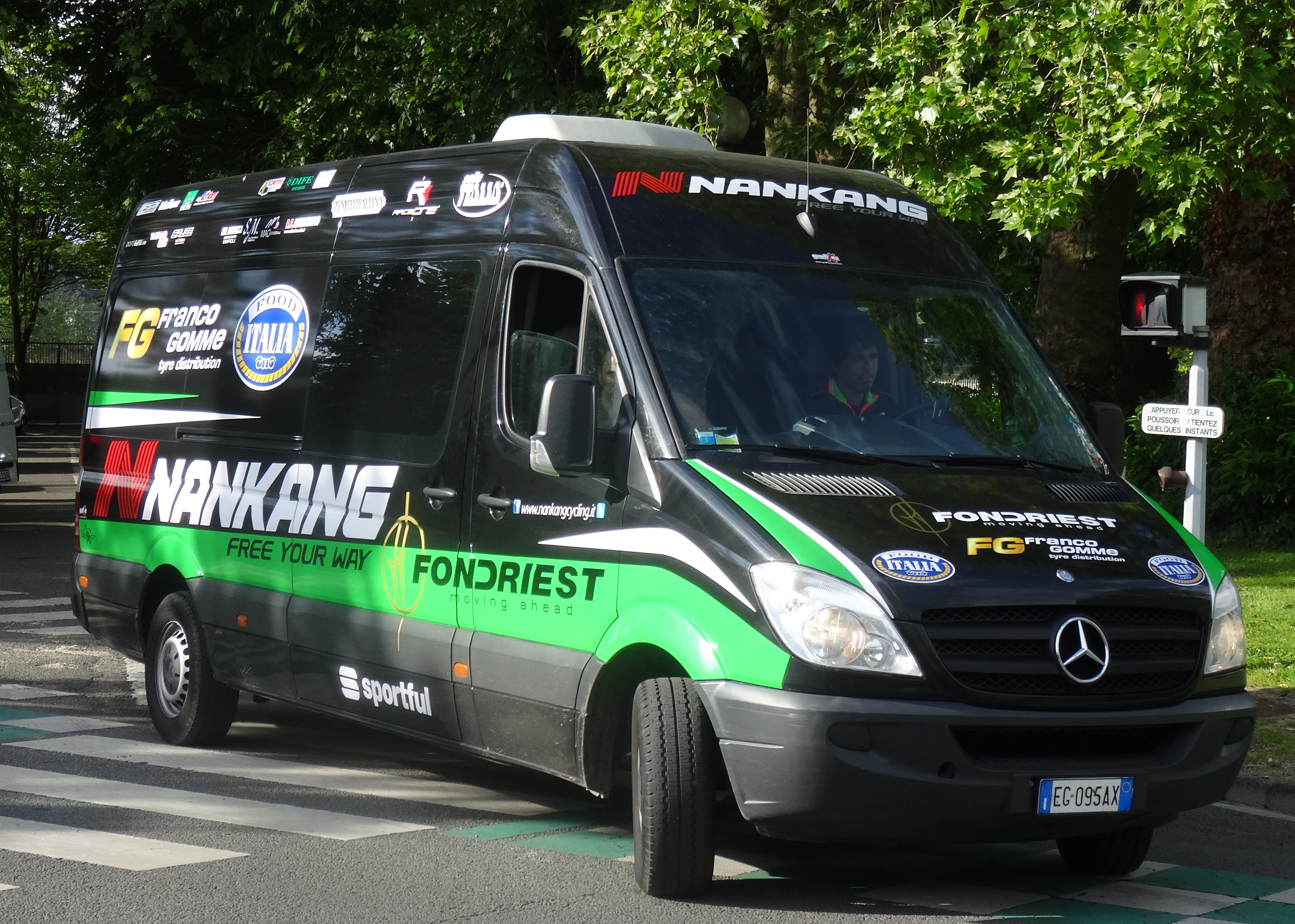
Voiture de la formation

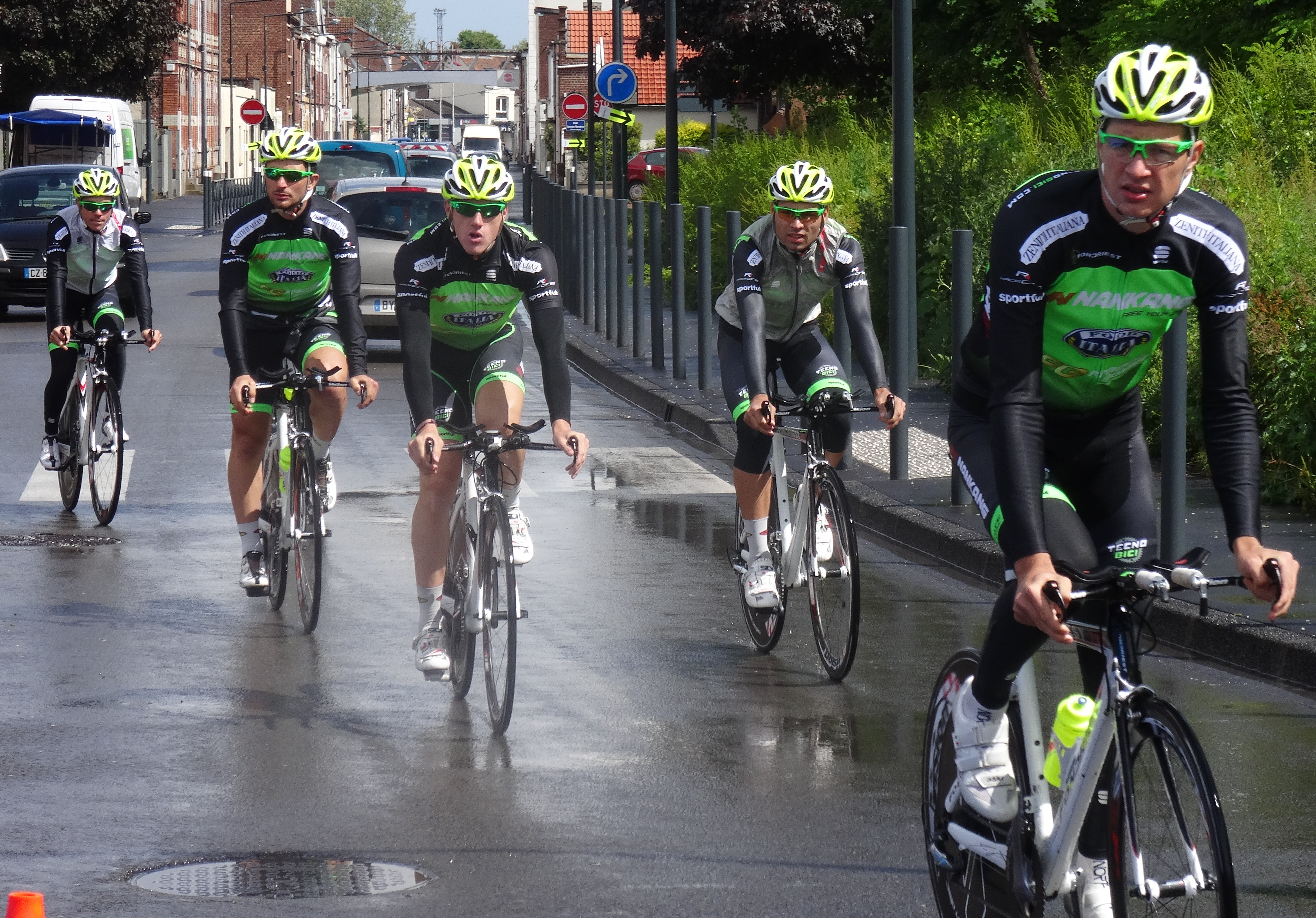
Cyclistes de l'équipe lors du Paris-Arras Tour 2014

Ne doit pas être confondu avec les équipes Ceramica Flaminia et Nankang Dynatek
L'équipe cycliste Nankang-Fondriest est une ancienne équipe cycliste Italienne créée en 2013 et ayant le statut d'équipe continentale. Elle fait office d'équipe réserve de Saxo-Tinkoff. Le siège de l'équipe est à Lucques, en Italie. Elle disparait à la fin de l'année 2014.

## Histoire de l'équipe

### 2013: création de l'équipe et première saison
Le retour de Ceramica Flaminia dans le peloton est officialisé en mi-novembre 2012. Le sponsor financera une équipe continentale de licence portugaise composée de douze coureurs après avoir financé l'équipe continentale italienne de 2005 à 2010. Elle aura le rôle d'équipe réserve à une formation de l'UCI World Tour. Il s'avère qu'il s'agit de l'équipe danoise Saxo-Tinkoff. Comme l'effectif doit comporter au moins quatre coureurs de la nationalité de l'équipe conformément aux règlements de l'Union cycliste internationale, autant de coureurs portugais sont annoncés comme premières recrues. Le lendemain, cinq autres signatures sont officialisées, portant le nombre de membres de l'équipe à neuf.
Après avoir confirmé que l'équipe aurait un rôle de development team, les dirigeants de Saxo-Tinkoff précisent que le siège sera situé à Lucques, en Italie. Après de nombreuses spéculations, l'équipe annonce l'obtention d'une licence italienne pour la saison 2013 et ajoute les signatures de Filippo Savini et Nicola Dal Santo qui viennent clôturer l'effectif de quinze coureurs. La marque de cycles Fondriest, dont le fondateur est l'ancien coureur cycliste Maurizio Fondriest,  est désignée comme co-sponsor et vient s'adjoindre à Ceramica Flaminia dans l'appellation de l'équipe.
La première course de l'histoire de l'équipe est le Trofeo Laigueglia, une classique italienne classée en 1.1. Durant la course, les coureurs António Barbio et Nicola Dal Santo firent partie de l'échappée matinale. L'équipe connaît des premiers mois pauvres en résultats, et doit attendre le mois d'avril avant le premier résultat significatif. Sur le Grand Prix de l'industrie et de l'artisanat de Larciano, Ivan Rovny et Andrea Fedi font respectivement quatrième et cinquième de la classique classée 1.1. Le lendemain, Rovny décroche le premier podium de la saison pour l'équipe à l'occasion du Tour de Toscane où il n'est devancé que par Mattia Gavazzi.
Début mai, Filippo Baggio passe tout près de la victoire sur le Tour du Frioul-Vénétie julienne où il fait deuxième d'étape. Le Russe Rovny occupe la troisième place du classement général final après avoir fait partie des meilleurs en montagne. À la fin du mois Robbie Squire, Filippo Savini et Pedro Paulinho quittent l'équipe tandis qu'Alfredo Balloni intègre l'effectif jusqu'à la fin de la saison. En juin, Ceramica Flaminia se montre très présente sur le Tour de Slovaquie. Nicola Dal Santo termine deuxième du prologue et Andrea Fedi remporte la première victoire de l'histoire de l'équipe à l'issue d'un sprint massif. Plus tard, Baggio récidive et obtient un nouvel accessit sur les Boucles de la Mayenne, une nouvelle fois lors d'une arrivée massive. Le 20 juin, Andrea Piechele est recruté à effet immédiat et vient ainsi porter le nombre de coureurs à quatorze.
Rafael Reis est l'unique champion national de l'équipe, s'imposant dans l'épreuve contre-la-montre de la catégorie espoirs. Début juillet, Simone Borgheresi révèle que l'équipe « grandira dans la scène du cyclisme mondial ». Davide Mucelli lève les bras sur le Tour des Apennins, réglant au sprint son compagnon d'échappée, Luca Mazzanti. Rovny, auteur d'une belle saison est, lui, troisième.

### 2014: deuxième saison
L'équipe connait sa deuxième année avec deux nouveaux sponsors. La structure s'arrête à l'issue cette deuxième saison.

## Encadrement de l'équipe
L'ancien manager de l'équipe dissoute Ceramica Flaminia, Roberto Marrone, est désigné comme responsable de la formation. À ses côtés officieront Riccardo Forconi et Giuseppe Toni en tant que responsables sportifs. Toni cumulera son poste d'entraîneur dans l'équipe Saxo-Tinkoff avec celui de coach pour les coureurs de Flaminia tandis que Forconi arrive en provenance de l'équipe amateur italienne Hoppla-Truck.

## Principales victoires

### Classiques
- Tour des Apennins : Davide Mucelli ( 2013)

### Championnats nationaux
- Championnats du Portugal sur route : 1
  - Contre-la-montre espoirs : 2013 (Rafael Reis)

## Classements UCI
L'équipe participe aux épreuves des circuits continentaux et en particulier de l'UCI Europe Tour. Le tableau ci-dessous présente les classements de l'équipe sur le circuit, ainsi que son meilleur coureur au classement individuel.
UCI Europe Tour
| Saison | Classement par équipes | Meilleur coureur au classement individuel |
| ------ | ---------------------- | ----------------------------------------- |
| 2013   | 23e                    | Ivan Rovny (20e)                          |
| 2014   | 107e                   | Matteo Belli (485e)                       |

## Nankang-Fondriest en 2014

### Effectif
| Cycliste         | Date de naissance | Nationalité | Équipe 2013                 |
| ---------------- | ----------------- | ----------- | --------------------------- |
| Filippo Baggio   | 5 juin 1988       | Italie      | Ceramica Flaminia-Fondriest |
| Alfredo Balloni  | 20 septembre 1989 | Italie      | Ceramica Flaminia-Fondriest |
| Matteo Belli     | 17 juin 1988      | Italie      | Food Italia Mg K Vis Norda  |
| Edward Beltrán   | 18 janvier 1990   | Colombie    | EPM-UNE                     |
| Nicola Dal Santo | 14 novembre 1988  | Italie      | Ceramica Flaminia-Fondriest |
| Alfonso Fiorenza | 27 février 1991   | Italie      | Food Italia Mg K Vis Norda  |
| Giacomo Forconi  | 24 avril 1993     | Italie      | Food Italia Mg K Vis Norda  |
| Davide Gabburo   | 1er avril 1993    | Italie      | Food Italia Mg K Vis Norda  |
| Matteo Gozzi     | 11 décembre 1987  | Italie      | G.S. Podenzano              |
| Antonio Merolese | 7 juillet 1992    | Italie      | Food Italia Mg K Vis Norda  |
| Alex Paoli       | 9 juillet 1993    | Italie      | Food Italia Mg K Vis Norda  |
| Loris Paoli      | 4 mars 1991       | Italie      | Food Italia Mg K Vis Norda  |
| Luca Taschin     | 8 juin 1994       | Italie      | Veloclub Senigallia         |
| Lorenzo Trabucco | 26 mars 1994      | Italie      | Food Italia Mg K Vis Norda  |

### Victoires
Aucune victoire UCI.